# Meilleray
Meilleray és un municipi francès, situat al departament de Sena i Marne i a la regió de Illa de França. L'any 2007 tenia 479 habitants.
Forma part del cantó de Coulommiers, del districte de Provins i de la Comunitat de comunes dels Deux Morin.

## Demografia

### Població
El 2007 la població de fet de Meilleray era de 479 persones. Hi havia 160 famílies, de les quals 36 eren unipersonals (12 homes vivint sols i 24 dones vivint soles), 48 parelles sense fills, 60 parelles amb fills i 16 famílies monoparentals amb fills.
La població ha evolucionat segons el següent gràfic:
Habitants censats

### Habitatges
El 2007 hi havia 209 habitatges, 169 eren l'habitatge principal de la família, 26 eren segones residències i 13 estaven desocupats. 208 eren cases i 1 era un apartament. Dels 169 habitatges principals, 152 estaven ocupats pels seus propietaris, 15 estaven llogats i ocupats pels llogaters i 2 estaven cedits a títol gratuït; 2 tenien una cambra, 3 en tenien dues, 25 en tenien tres, 53 en tenien quatre i 86 en tenien cinc o més. 126 habitatges disposaven pel capbaix d'una plaça de pàrquing. A 72 habitatges hi havia un automòbil i a 87 n'hi havia dos o més.

### Piràmide de població
La piràmide de població per edats i sexe el 2009 era:
| Homes | Edats   | Dones |
| ----- | ------- | ----- |
| 0     | 95 o +  | 0     |
| 0     | 90 a 94 | 0     |
| 0     | 85 a 89 | 4     |
| 4     | 80 a 84 | 0     |
| 4     | 75 a 79 | 4     |
| 8     | 70 a 74 | 8     |
| 8     | 65 a 69 | 16    |
| 12    | 60 a 64 | 0     |
| 0     | 55 a 59 | 8     |
| 8     | 50 a 54 | 4     |
| 32    | 45 a 49 | 16    |
| 28    | 40 a 44 | 32    |
| 4     | 35 a 39 | 8     |
| 20    | 30 a 34 | 12    |
| 0     | 25 a 29 | 12    |
| 12    | 20 a 24 | 12    |
| 20    | 15 a 19 | 20    |
| 28    | 10 a 14 | 12    |
| 4     | 5 a 9   | 20    |
| 8     | 0 a 4   | 12    |

## Economia
El 2007 la població en edat de treballar era de 304 persones, 221 eren actives i 83 eren inactives. De les 221 persones actives 198 estaven ocupades (116 homes i 82 dones) i 23 estaven aturades (12 homes i 11 dones). De les 83 persones inactives 19 estaven jubilades, 27 estaven estudiant i 37 estaven classificades com a «altres inactius».

### Ingressos
El 2009 a Meilleray hi havia 181 unitats fiscals que integraven 507 persones, la mediana anual d'ingressos fiscals per persona era de 16.063 €.

### Activitats econòmiques
Dels 13 establiments que hi havia el 2007, 1 era d'una empresa alimentària, 1 d'una empresa de fabricació d'altres productes industrials, 5 d'empreses de construcció, 2 d'empreses de comerç i reparació d'automòbils, 1 d'una empresa de transport, 1 d'una empresa d'hostatgeria i restauració, 1 d'una empresa immobiliària i 1 d'una empresa classificada com a «altres activitats de serveis».
Dels 7 establiments de servei als particulars que hi havia el 2009, 1 era un taller de reparació d'automòbils i de material agrícola, 1 paleta, 2 fusteries, 1 lampisteria, 1 electricista i 1 restaurant.
L'únic establiment comercial que hi havia el 2009 era una fleca.
L'any 2000 a Meilleray hi havia 4 explotacions agrícoles que ocupaven un total de 264 hectàrees.

## Equipaments sanitaris i escolars
El 2009 hi havia una escola maternal integrada dins d'un grup escolar amb les comunes properes formant una escola dispersa.

## Poblacions properes
El següent diagrama mostra les poblacions més properes.